# Höherer Kommandeur der Flakartillerie im Luftkreis I
Der Höhere Kommandeur der Flakartillerie im Luftkreis I war eine Dienststelle in Brigadestärke der Luftwaffe vor dem Zweiten Weltkrieg. Die Aufstellung des Brigadestabes erfolgte am 1. Oktober 1935 mit Gefechtsstand in Königsberg. Ihm oblag als höherem Kommandeur und Truppenvorgesetztem die operative Führung der Flakkräfte in Ostpreußen. Ihm unterstanden folgende Flak-Regimenter:
- Flak-Regiment 1 in Königsberg
- Flak-Regiment 11 in Seerappen-Neuendorf (später nach Königsberg verlegt)

Zum 30. Juni 1938 wurde die Dienststelle infolge von Strukturveränderungen abgewickelt. Die unterstellten Flak-Regimenter wurden anderen Brigadestäben zugeordnet.

## Kommandeure
| Dienstgrad | Name                 | Datum                                  |
| ---------- | -------------------- | -------------------------------------- |
| Oberst     | Friedrich Hirschauer | 1. Oktober 1935 bis 30. September 1936 |
| Oberst     | August Schmidt       | 1. Oktober 1936 bi 31. Oktober 1937    |
| Oberst     | Walter Feyerabend    | 1. November 1937 bis 30. Juni 1938     |